# Église Saint-Germain de Tirlemont
L'église Saint-Germain (Sint-Germanuskerk en néerlandais) est une église de style gothique située sur le territoire de la commune belge de Tirlemont (Tienen), en Brabant flamand.

## Histoire

### Construction
L'église Saint-Germain actuelle se dresse sur le site d'une ancienne collégiale romane du XIIe siècle, siège d'un chapitre séculier de l'évêché de Liège depuis 1189-1190.
L'église romane a subsisté jusqu'au XIVe et XVe siècles. Le massif occidental actuel y a été adjoint durant les trois premières décennies du XIIIe siècle.

### Classement et protection
L'église fait l'objet d'un classement au titre des monuments historiques depuis le 25 mars 1938. Depuis 1999, son beffroi est également inscrit sur la liste du patrimoine mondial de l'Unesco, au titre des Beffrois de Belgique et de France.

## Architecture

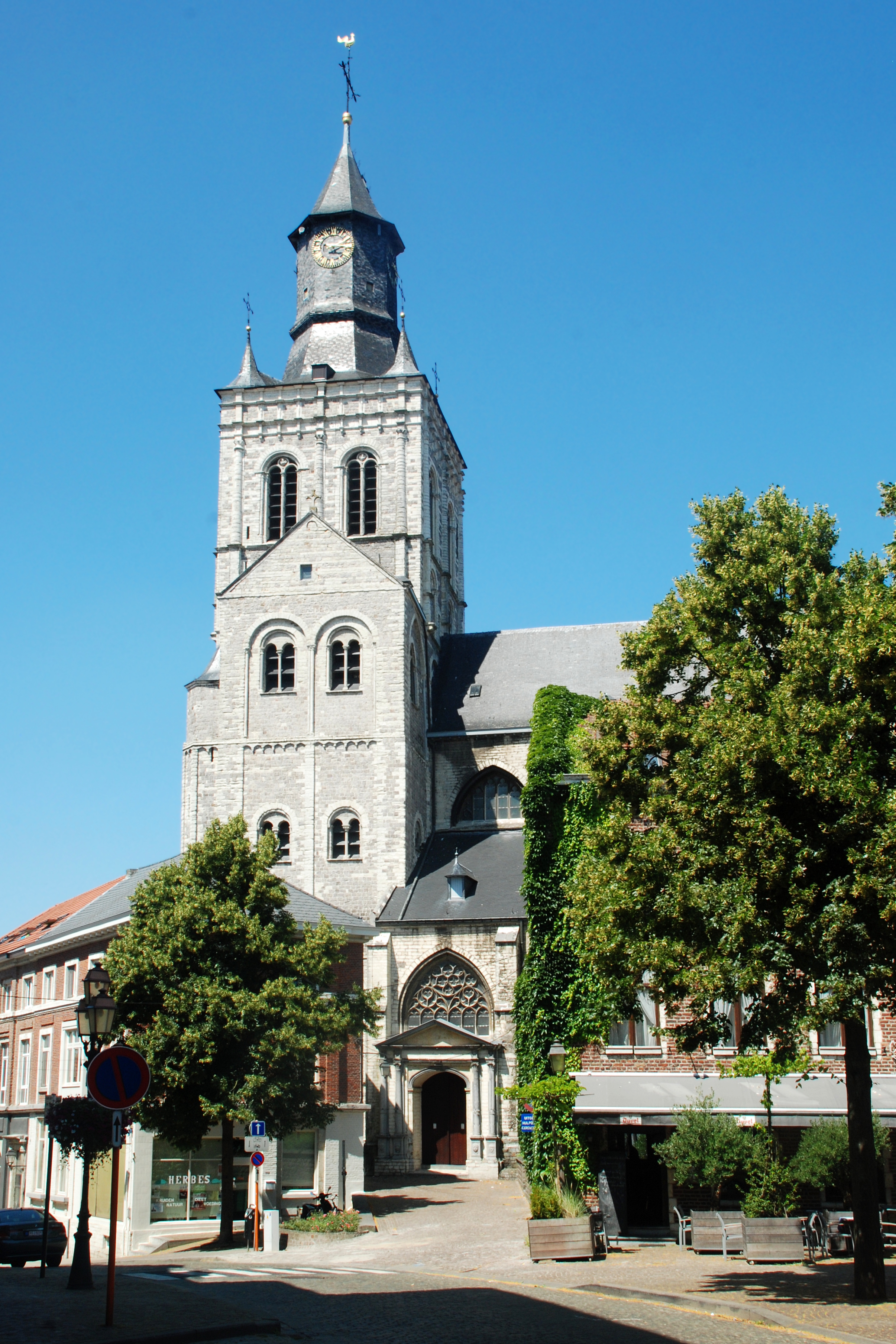
La tour vue depuis le Veemarkt, au sud.
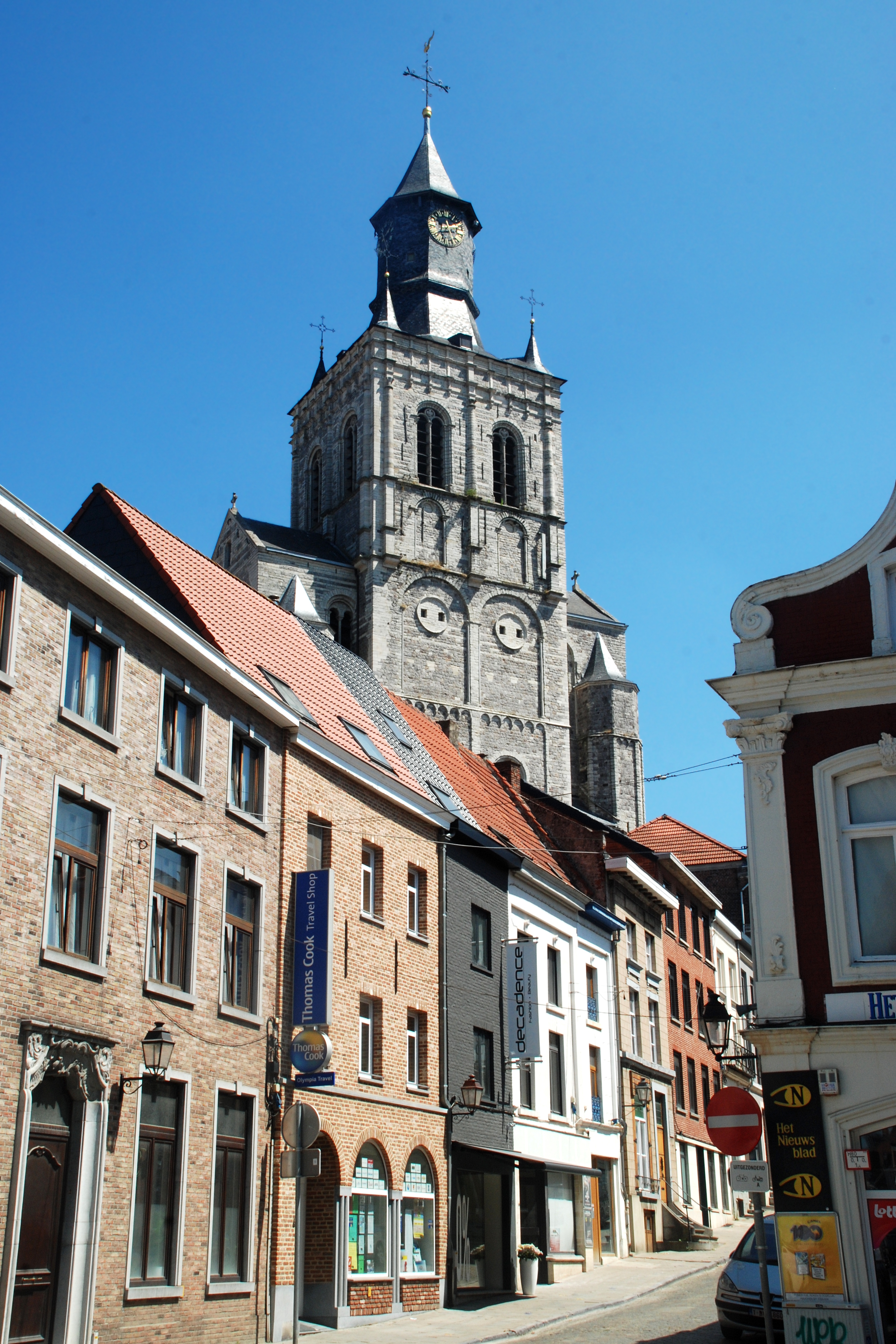
La tour vue depuis la Peperstraat, à l'ouest.